# Halmstad Eagles
Die Halmstad Eagles sind ein schwedisches American-Football-Team aus Halmstad.

## Geschichte
Gegründet wurde das Team im Jahr 1986. Den größten Erfolg feierten die Eagles 1992, als sie Meister der Division I Södra wurden und in die Superserien aufstiegen. Dort spielten sie zwei Saisons, mussten aber 1994, als Tabellenvorletzter, wieder den Gang in die zweite Liga antreten. 1995, 1996 und 2000 qualifizierten sich die Eagles für die Aufstiegsspiele zur Superserien, doch diese wurden jeweils verloren. Heute spielen die Halmstad Eagles in der Division II Södra, also der dritten schwedischen Liga.

## Weitere Teams
Neben der Herrenmannschaft haben die Halmstad Eagles auch eine Jugendmannschaft U-17 im Spielbetrieb.